# Dream Too Much
Dream Too Much es el álbum debut de estudio de Amy Lee, vocalista de la banda estadounidense de rock Evanescence. El álbum es de temática infantil. Está escrito y grabado con múltiples miembros de su familia. Fue lanzado a través de Amazon Prime el 30 de septiembre de 2016. Vídeos musicales de cada canción se han lanzado a través de Amazon Video, entre ellos un vídeo animado para Dream Too Much inspirado en su hijo, en ese entonces, de dos años, Jack Lion Hartzle.

## Antecedentes
Amee Lee reveló que inicialmente había pensado que no tendría suficiente tiempo para trabajar en la música como madre, pero notó que la maternidad le dio una lluvia de inspiración y combustible. Por lo tanto, comentó que excepto por los recados cotidianos, todavía tenía tiempo para ser creativa y grabar música para Dream Too Much. El álbum está dirigido para los niños, cada canción del álbum es según sus palabras, una historia relacionada con su hijo.
Además de las canciones originales escritas para el álbum, Lee también realizó cover de las canciones "Stand By Me" de Ben King (1961) y "Hello, Goodbye" (1967) de The Beatles. Un escritor de Loudwire señaló el alcance más amplio de estas canciones, podrían atraer a los oyentes adultos.

## Publicación y promoción
El lanzamiento del álbum, que tuvo lugar el 30 de septiembre de 2016, después de una entrevista exclusiva de Amy con Rolling Stone en la que explica sus nuevos proyectos, entre ellos la publicación de la canción Dream Too Much y su video.
El mismo destino obtuvo la canción If You're a Star, cuyo vídeo fue publicado junto con la fecha de publicación del álbum. Estos fueron los primeros dos videos de una serie completa, publicados completamente en una película llamada Dream Too Much, La película!, disponible en streaming exclusivo en Amazon Prime. Esta película, publicada simultáneamente con el vídeo de The End of the Book en YouTube , contiene todos los videos de las canciones en el álbum organizados en secuencia y hechos completamente animando personajes y escenarios de cartón de colores con la técnica de stop motion. Los videos fueron hechos por Stefano Bertelli de la productora italiana Seenfilm.

## Lista de canciones
| N.º | Título                | Escritor(es)                                       | Duración |  |
| 1.  | «Stand by Me»         | Ben E. King , Mike Stoller , Jerry Leiber          | 2:18     |  |
| 2.  | «Dream Too Much»      | Amy Lee , Lori Lee Bulloch                         | 3:05     |  |
| 3.  | «Bee and Duck»        | Amy Lee                                            | 0:36     |  |
| 4.  | «I'm Not Tired»       | Amy Lee , Lori Lee Bulloch                         | 2:15     |  |
| 5.  | «Little Bird»         | Amy Lee, John Lee                                  | 3:23     |  |
| 6.  | «Alice»               | Amy Lee                                            | 0:47     |  |
| 7.  | «Rubber Duckie»       | Jeff Moss                                          | 2:08     |  |
| 8.  | «Hello, Goodbye»      | Paul McCartney , John Lennon                       | 2:59     |  |
| 9.  | «Donkey and Chicken»  | Amy Lee                                            | 1:23     |  |
| 10. | «The End of the Book» | Amy Lee, John Lee, Lori Lee Bulloch, Josh Hartzler | 2:58     |  |
| 11. | «If You're a Star»    | Amy Lee, Josh Hartzler, John Lee                   | 2:56     |  |
| 12. | «Goodnight My Love»   | George Motola, John Marascalco                     | 2:43     |  |

## Créditos y personal
Créditos adaptados de Genius.
- Amy Lee - voz, piano, arpa, percusión de mazo, composición
- John Lee - voz, ukelele, guitarra, guitarra resofónica (dobro), banjo, composición
- Jack Lion Hartzler - segundo artículo
- Carrie Lee - voz
- Lori Lee - voz, composición
- Tom Lee - guitarra, bajo, armónica, voz
- Dave Eggar - violonchelo
- Jeremy Hull - contrabajo
- Josh Hartzler - composición
- Will Hunt - producción, ingeniería, mezcla, batería, percusión
- Reese Murphyn - soporte de ingeniería
- Caitlin Larson - diseñadora gráfica
- Drew Reynolds - fotografía